# MYC
MYC ist ein menschliches Gen, das für ein Protein (MYC, früher auch c-Myc) codiert, welches die Expression anderer Gene verstärkt. Wie die Verstärkung bestehender Genexpressionsprogramme erfolgt, ist noch immer kontrovers diskutiert. Es gibt sowohl eine direkte als auch eine indirekte Möglichkeit der Verstärkung bestehender Genexpressionsprogramme als Erklärung dieser MYC Funktion. Der Name bezieht sich auf die Krankheit „Myelocytomatose“, die mit dem Gen assoziiert ist. Wenn MYC mutiert ist, kann diese Verstärkung dauerhaft werden und kann so Tumoren (insbesondere das Burkitt-Lymphom) hervorrufen; es handelt sich also um ein Protoonkogen. Das von MYC codierte Protein gehört zu den Helix-loop-helix-Transkriptionsfaktoren und enthält eine bZIP-Domäne. Es verstärkt ohne Bevorzugung die Expression aller menschlichen Gene, die gerade in der Zelle aktiv sind. Dies konnte in Lymphozyten und embryonalen Stammzellen nachgewiesen werden.

## Struktur
MYC ist Teil von Chromosom 8 und erstreckt sich über eine Länge von 6000 Basenpaare in 3 Exons. Das Gentranskript (Boten-RNA, mRNA) ist 2366 Basen lang und besitzt eine IRES (internal ribosome entry site, dt. interne ribosomale Eingangsstelle), die es ihm erlaubt, in ein Protein übersetzt zu werden, auch wenn die 5'-Cap-Struktur-abhängige Translation blockiert ist, was typisch für eine virale Infektion ist.
Das Protein MYC mit einer Länge von 454 Aminosäuren enthält neben der für die Bindung an DNA zuständigen Helix-Loop-Helix- und bZIP-Domänen drei phosphorylierte Aminosäuren und sechs acetylierte Lysinreste; es ist an einem Rest glykosyliert.

## Funktion
MYC reguliert die Expression von etwa 15 % aller menschlichen Gene durch die Bindung von Enhancer Box Sequenzen (E-boxes) und durch die Rekrutierung von Histon-Acetyltransferasen.
MYC wird durch eine große Anzahl von Teilungssignalen wie Wnt, Shh und EGF durch den MAPK/ERK-Signalweg aktiviert.

## Pathologie
Eine mutierte, permanent exprimierte Version von MYC wird in vielen Krebszellen gefunden. Dies führt zu unregulierter Umsetzung von vielen Genen, die in die Zellvermehrung (Proliferation) involviert sind. Bestimmte Leukämiearten (Lymphome, Blutkrebs) sind durch eine Translokation (Versetzung) des MYC-Gens im Genom charakterisiert (t(8:14)).
Aktuelle Studien zeigen, dass eine zeitweilige Unterdrückung der MYC-Expression selektiv Lungenkrebszellen der Maus tötet, was MYC zu einem möglichen Zielgen für die Tumortherapie macht.

## Geschichte
Das MYC-Gen wurde in Zellen von Patienten mit Burkitt-Lymphom entdeckt. Es ähnelt dem bereits zuvor bekannten viralen Myelocytomatose-Onkogen (v-myc, virales myc). In Anlehnung daran wurde die humane Version des Proteins C-Myc genannt (zelluläres myc).

## Weiterführende Literatur
- Schild C, Wirth M, Reichert M, Schmid RM, Saur D, Schneider G: PI3K signaling maintains c-myc expression to regulate transcription of E2F1 in pancreatic cancer cells. In: Mol. Carcinog. Juli 2009, doi:10.1002/mc.20569, PMID 19603422.